# Basile de Riazan
Pour les articles homonymes, voir Saint Basile.
Basile de Riazan est un évêque et saint du XIIIe siècle vénéré par les Églises orthodoxes. Il est fêté le 10 juin, jour de la découverte de ses reliques intactes en 1609,, et le 3 juillet, jour de sa mort,,.

## Hagiographie
On sait peu de choses de ses origines mais les écrits rapportent que le futur saint Basile de Riazan avait une grande piété dès l'enfance.
Devenu évêque de la très ancienne ville de Mourom, en Russie, la tradition rapporte que le diable prit un jour l'apparence d'une jeune fille et apparut à la fenêtre de la résidence épiscopale pour le discréditer. Les habitants, persuadés qu'il était devenu débauché, décidèrent de le punir, et même de le tuer. L'évêque se rendit alors dans la cathédrale et pria ardemment devant l'icône de la mère de Dieu, puis prit l'icône dans ses mains et se rendit au bord du fleuve Oka, où se tenaient les habitants décidés à le chasser de Mourom. Cet événement est commémoré le 12 avril,,.
Il étala alors un de ses ornements épiscopaux sur le fleuve, monta dessus et s'en servit comme un radeau pour remonter le fleuve à contre-courant, avec l'icône de la mère de Dieu dans ses mains. À la suite de ce miracle accompli devant les yeux de ses détracteurs, les habitants lui demandèrent pardon. Le saint évêque arriva avec son « radeau » dans la ville de Riazan où les habitants lui demandèrent d'être leur évêque. Il accepta et l'icône miraculeuse qui lui avait permis de remonter le fleuve fut vénérée dans la cathédrale de la ville.
Peu avant sa mort, saint Basile s'exila dans la ville de Riazan à cause de l'invasion tatare, et il y mourut paisiblement en 1295. Il fut enterré dans la cathédrale Saint-Boris-et-Saint-Gleb de la ville, et canonisé en 1547.
La tradition veut que reliques furent découvertes incorrompues le 10 juin 1609,, soit 314 ans après sa mort. Le 4 octobre 1836, un monument fut inauguré (grâce aux dons de marchands de Riazan) à l'emplacement initial où se trouvaient les reliques.
Il est considéré comme l'un des saints protecteurs des voyageurs et de la ville de Riazan.